# 哈利波特系列的宗教爭論
哈利波特系列的宗教爭論圍繞於《哈利波特》系列小說是否隱含撒旦訊息的爭議。亞伯拉罕諸教、新教、羅馬天主教、東正教、回教的什葉派和遜尼派的部分信徒都反對這個系列。
對這些指控的回應來自許多角落。這系列的支持者聲稱《哈利波特》的魔法與現實中的巫術並不相像，反而和灰姑娘、白雪公主等童話故事中的魔法更相似；此外，也和C·S·路易斯和約翰·羅納德·瑞爾·托爾金的作品相像，而這兩位都是經常獲得基督徒贊同的作家。

## 基督教

### 福音派
对哈利波特的大部分批评来自少数福音派基督徒，他们认为这个系列关于巫术的描述对儿童是危险的。美国福音派基督教团体关注家庭组织的发言人保罗·赫特里克（Paul Hetrick）概述了自己反对的原因：“（它们包含）了一些关于爱和勇气以及正义最终战胜邪恶的有力而宝贵的教训；然而，这些积极的信息被包装在一种媒介——巫术——中，这在圣经中被直接谴责。” 哈利·波特在美国至少被卷入了六场焚书事件 2002 年，单张出版社制作了一本名为“神经女巫（The Nerves Witch）”的漫画书，宣称“波特书打开了一扇大门，将把数百万儿童送下地狱。”  2007 年，雅克·科姆施利（Jacqui Komschlies） 在《今日基督教》上写了一篇文章，将《哈利波特》比作“混合了老鼠药的橙汁汽水”，并说：“我们正在从我们的世界中拿走一些致命的东西，并将其变成一些人所说的‘仅仅是一种文学手段’”。 '" 
一些基督徒认为《哈利波特》宣传了威卡的宗教，因此在公立学校保存这些书籍违反了美国的政教分离原则。 以发行克林顿编年史而闻名的基督教视频公司Jeremiah Films也发行了一张名为《哈利波特：巫术重包装》的 DVD，其中写道：“在哈利的世界中，喝死去动物的血会带来力量，撒旦的人祭和哈利强大的血会带来新生命。恶魔附身在精神上并不危险，穿越火焰，通灵，与鬼魂，灵界其他人交谈，等等，都是正常的，可以接受的。” 

2001 年，曾写过几本反对新教和摩门教书籍的福音派记者理查德·阿巴内斯（Richard Abanes）发表了一篇具有争议性的文章，与《哈利·波特与圣经：魔法背后的威胁》类似。 之后的版本结合了哈利波特与 CS 刘易斯（C S Lewis）和 JRR 托尔金（J R R Tolkien)有更明显基督教色彩的作品进行了比较和对比。 在接受 CBN采访时，阿巴内斯表示：“想知道虚构的书或电影中是否具有现实世界魔力的最简单方法之一就是问一个简单的问题，‘我的孩子能在图书馆或书店找到信息，让他们能够复制他们在电影或书中看到的东西吗？如果你去看《纳尼亚传奇》和《指环王》 ，你所看到的故事，魔法和想象，那都是不真实的。你不能复制它。但是如果你去看哈利波特之类的书，你可以找到对占星术、千里眼和命理的参考。只要几秒钟，你就可以进入书店或图书馆并获得相关书籍并开始调查、研究和实践。” 阿巴内斯写道：“关于占卜的经典段落，以及其他几种形式的神秘主义是申命记 18:10-12的内容：
在你们中不可有人将他的儿子或女儿用火烧献为祭，也不可有占卜的，算命的，观兆头的，行邪术的，用迷术的，通灵的，行巫术的，过阴的。因为凡行这些事的，都是为永恒主所憎恶的。
“如果这是唯一关于神秘主义的段落，就足以禁止所有在哈利波特系列中的做法。但是还有许多其他的经文需要考虑...” 
这场辩论引起了至少两个讽刺性的互联网都市传说。 2001年，美国讽刺报纸《洋葱报》发表了一篇题为《哈利·波特在儿童中引起撒旦教的兴起》的文章，称“撒旦教大祭司”将哈利·波特描述为“我们事业的天赐之物”。 这篇文章被复制成一封连锁信，并在基督徒之间流传，作为他们观点的“证据”。 次年，加拿大日报《国家邮报》在其讽刺专栏 Post Morten 中发表了一篇类似的恶搞文章，称“罗琳——或者，今后将被称为JK撒旦夫人——她说，在一个灰蒙蒙的日子里，她坐在一家咖啡店里，想着如何度过自己空虚、漫无目的的生活，她突然想到，“我将把自己的身体和灵魂献给黑暗大师。而作为回报，他会给我荒谬的财富和权力，战胜世界上的弱者。他做到了！'”这篇文章也被复制成连锁信，并作为“真相”发布到网络上。 
2009年，美国总统乔治·W·布什的前演讲撰稿人马特·拉蒂默(Matt Latimer)声称，在布什政府时期，“白宫人士”否认罗琳获得总统自由勋章，因为这些书“鼓励巫术”。 
虽然一些福音派基督徒认为哈利波特与撒旦教有关，但 2000 年的一项民意调查表明，这一立场仍然是少数人的观点。听说过这些书的美国人中，有 7% 对它们持负面看法，其中 52% 持正面看法，其余 41% 不确定。 相比之下，33% 的美国人认为自己是福音派而 39% 的美国人理解圣经。  2001 年，新墨西哥州的阿拉莫戈多基督社区教堂烧毁了数百本哈利波特书籍。教会领袖杰克布洛克（Jack Broke）说，这些书令人憎恶，因为它们鼓励孩子们研究神秘学。他和他的追随者承认他们从未读过其中任何一本书，并加入了一些斯蒂芬金的小说。委内瑞拉学者费尔南多·贝兹（Fernando Baez）在一项关于审查制度和书籍销毁历史的研究中评论说：“就算无法获得城市焚书许可证，销毁书籍的方法不止一种，缅因州刘易斯顿的道格拉斯·泰勒（Douglas Taylor）举行了几次年度聚会，在会上他用剪刀剪坏了这系列的书。” 
也有一些福音派人士支持波特的书：福音派作家康妮尼尔（Connie Neal）在她的书中， 《哈利波特与基督徒有什么关系？》, 《哈利波特的福音》, 《和巫师、衣橱和伍基人：在哈利波特、纳尼亚和星球大战中驾驭善与恶》 中写道，这些书宣扬基督教价值观，可以使用来教育孩子基督教教义。 Cornerstone杂志的麦克赫滕斯坦（Mike Hertenstein）在他的文章《哈利波特大战麻瓜，神话，魔法与欢乐》中使用了书中用来描述非魔法人类的术语“麻瓜“来描述没有想象力的基督徒。 今日基督教在2000年1月公布的赞成书社论，称该系列为美德书，并称尽管”现代巫术是一种诱人的伪宗教，我们必须保护我们的孩子免其侵害”，但这并非是包含“同情、忠诚、勇气、友谊甚至自我牺牲的精彩例子”的哈利波特系列。 意大利卫理公会牧师彼得·恰乔（Peter Ciaccio）分析了罗琳的作品与基督教神学之间的关系，指出《哈利·波特》系列是犹太基督教传统与西方文化遗产（即凯尔特人、北欧人和古典）相遇的正面结果。 

### 天主教會
天主教会在书中没有任何官方立场，但包括罗马教廷、等级制度和其他官方机构在内的各种天主教徒对此问题发表了不同的看法。
从2001年开始，悉尼大主教乔治·佩尔（George Pell）枢机主教偶尔在《星期日电讯报》的定期专栏中撰写有关哈利·波特系列的文章。在他的专栏中，他称赞这些书展示了“与基督教深度兼容”的价值观。 在他的《别害怕》一书中，佩尔称赞这些书包含“大量的道德真理”，并且有助于人们成为更好的人。 
2003 年，在利物浦大主教管区担任教皇文化委员会官员牧师的彼得·弗利特伍德（Peter Fleetwood）， 在释放生命之水的宣布耶稣基督的承载者的新闻发布会上发表了支持小说的评论，称他们是基督徒对“新时代”的反思。在回答有关哈利波特系列中呈现的魔法是否应该与文件中警告的一些新时代时间相符的问题时，弗利特伍德说：“如果我很好地理解了哈利波特作者的意图，它们帮助孩子们分辨善恶。她很清楚这一点。”他补充说，罗琳是“坚信基督徒，在她的生活方式，甚至在她的写作方式上都是基督徒。” 这一评论被媒体视为对天主教会对小说的认可，并被进一步拓展为当时的教皇约翰·保罗二世对小说进行了认可。 
对这些书的批评还来自罗马大主教管区一位官方驱魔人加布里埃尔·阿莫斯（Gabriele Amorth），他认为，“在哈利·波特的背后隐藏着黑暗之王——魔鬼的签名”。 
在 2005 年《哈利·波特与混血王子》上映之前，当时在欧洲主教会议委员会任职的弗利特伍德接受了梵蒂冈电台的采访。在采访中，弗利特伍德重申了他对这些书籍的积极看法，并表示当时的红衣主教拉辛格的信可能是由教会的一名工作人员写的，只是由长官签署。他还表示，他和阿莫斯的意见仅仅是与牧师的个人意见相冲突。 
对于电影改编，美国天主教主教会议电影和广播办公室将每部电影评为“A-II”或“A-III”， 这意味着内容没有道德上的冒犯性。 主教会议将改编自《哈利波特与阿兹卡班的囚徒》的电影评为 2004 年十佳家庭电影之一， 并将《哈利波特与死亡圣器 - 第 1 部分》评为 2010 年最佳电影之一。 
梵蒂冈报纸L'Osservatore Romano在 2008 年 1 月 14 日至 15 日的一期中用整版的篇幅报道了这场辩论。散文家 保罗 古力萨诺（Paolo Gulisano）说哈利波特小说传授了关于爱和自我给予的重要一课， 但爱德华多 里亚尔蒂（Edoardo Rialti）教授将哈利波特描述为“错误的英雄”，并说，“尽管人们能在故事中发现一些积极的价值观，这个故事的基础是巫术是正面的，利用神秘学的知识对事物和人的暴力操纵是少数人的优势，目的是证明手段的合理性，因为被选中的知识渊博的人知道如何控制黑暗力量并将其转化为善……这是一个深深的谎言，因为这是古老的诺斯替主义诱惑，它将救赎和真理与秘密知识混为一谈。” 然而，2009 年 7 月， L'Osservatore Romano称赞第六部《哈利·波特》电影《哈利·波特与混血王子》的道德立场，称“善与恶之间有明确的界线，[这部电影]明确表示善才是对的。人们也明白，有时这需要努力和牺牲。” 它还指出，这部电影清楚地表明“以伏地魔为代表的对永生的追求”在道德上是错误的。 
一位法国传统主义天主教圈沿着恶魔学的路线，发表了一篇关于哈利·波特系列的批判性研究，标题是-英语翻译-《哈利·波特与黑暗秩序》。 
在波兰，来自北部城市科沙林 或格但斯克的牧师于2019年 4 月 1 日公开焚烧书籍和其他他们认为宣扬魔法和巫术的物品，例如哈利波特、暮光之城和一本关于有争议的大师拉杰尼什（Rajneesh）的书籍的副本，以及非洲部落面具。  作为理由，他们引用了以下圣经段落，包括《使徒行传》中的一段话：“许多练习魔法的人收集了他们的书，并在所有人面前焚烧了它们。他们计算了它们的价值，发现是五万块银子”。 《申命记》中另一段经文说：“烧掉他们的神像。不要贪图上面的金银而占为己有，否则你会被它困住。这是你的神所憎恶的。”
2019 年 8 月，在咨询了美国和罗马的驱魔师之后，田纳西州纳什维尔市圣爱德华罗马天主教堂区学校的牧师丹·瑞希尔（Dan Reehil）禁止了学校图书馆中的这些书籍，理由是“书中使用的诅咒和咒语是真实的；人类冒着将邪灵召唤到阅读文本的人面前的风险”。 

## 脚注
1. ↑  . The Associated Press. 2007  [2007-09-10]. （原始内容存档于2008-01-17）.
2. ↑  . Kamangir (Archer). 2007  [2007-09-10]. （原始内容存档于2007-10-22）.
3. 1 2  Kurtz, Holly. . Denver Rocky Mountain News. 1999-11-06  [2022-01-17]. （原始内容存档于2007-06-30）.
4. ↑  Schwartz, Daniel. . cbc.ca. CBC News.   [6 May 2014]. （原始内容存档于2022-06-07）.
5. ↑  Chick, Jack T. . Chick Publications.   [2007-03-13]. （原始内容存档于2022-02-24）.
6. ↑  Jacqui Komschlies. . Christianity Today. 2000  [2007-07-07]. （原始内容存档于2007-07-15）.
7. ↑  Matrisciana, Caryl. . Chick Publications.   [2007-03-13]. （原始内容存档于2007-02-28）.
8. 1 2  Abanes, Richard. "Harry Potter and the Bible: The Menace Behind the Magick". Christian Publications, Inc. www.christianpublications.com. 2001.
9. ↑  . REviewers' Bookwatch. 2006  [2007-08-22]. （原始内容存档于2014-06-11）.
10. ↑  Belinda Elliott. . CBN.com.   [2007-09-28]. （原始内容存档于2007-09-14）.
11. ↑  . The Onion. 2000-07-26  [2007-03-13]. （原始内容存档于3 September 2013）.
12. ↑  . 200  [2007-03-26]. （原始内容存档于2019-09-27）.
13. ↑  . Truthorfiction.com. 2002  [2007-09-10].
14. ↑  Alison Flood. . The Guardian (London). 2009-09-29  [2009-09-30].
15. ↑  Jones, Jeffrey M. (13 July 2000). Even Adults Familiar with Harry Potter Books （页面存档备份，存于）. The Gallup Poll.
16. ↑  Frank Newport and Joseph Carroll. .   [2007-12-27]. （原始内容存档于2007-12-30）.
17. ↑  . The Gallup Poll.   [2008-01-06]. （原始内容存档于2018-12-25）.
18. ↑  Baez, Fernando. . New York: Atlas & Co. 2008: 228–229. ISBN 978-1-934633-01-4.
19. ↑  Connie Neal. .   [2007-08-02]. （原始内容存档于2007-07-28）.
20. ↑  Connie Neal. .   [2007-08-02]. （原始内容存档于2007-07-03）.
21. ↑  Connie Neal. .   [2007-08-02]. （原始内容存档于2007-08-19）.
22. ↑  Mike Hertenstein. . Cornerstone Magazine.   [2007-10-11]. （原始内容存档于2007-07-18）.
23. ↑  Editorial (Jan. 10, 2000). "Why We Like Harry Potter" （页面存档备份，存于）. Christianity Today.
24. ↑  Peter Ciaccio, "Harry Potter and Christian Theology", in Elizabeth E. Heilman (ed.), Critical perspectives on Harry Potter (2nd ed.), Routledge, London and New York, pp. 33-46; Peter Ciaccio, Il vangelo secondo Harry Potter, Claudiana, Torino, 2011.
25. ↑  George Pell. . The Sunday Telegraph. 23 September 2007.
26. ↑  Ruth Gledhill. . London: Times Online. 2005-04-09  [2009-07-22].[]
27. ↑  Paul Poupard. . Pontifical Council for Culture. 2003  [2007-07-27]. （原始内容存档于2007-08-09）.
28. ↑  . The Guardian (London). 2003-02-04  [2010-04-10].
29. ↑  . BBC Newsround. 2003-02-03  [2010-01-04]. （原始内容存档于2022-05-08）.
30. ↑  Morris, Linda. . The Sydney Morning Herald. 2006-01-09  [2007-03-13]. （原始内容存档于2018-07-22）.
31. ↑  Fr. Roderick Vonhögen. . CatholicInsider.com. Internet Archive. 14 July 2005  [2007-08-09]. （原始内容存档于2005-07-16）.
32. ↑  . United States Conference of Catholic Bishops' Office for Film and Broadcasting.   [2007-07-26]. （原始内容存档于2012-05-15）.
33. ↑  .   [31 May 2011]. （原始内容存档于13 January 2012）.
34. ↑  Cindy Wooden. . Catholic News Service. 2008-01-15  [2008-01-15]. （原始内容存档于2008-02-12）.
35. ↑  Katherine T Phan. . christiantoday.com. 2008  [2009-07-15]. （原始内容存档于2008-11-22）.
36. 1 2  Nick Squires. . The Independent. 2009  [2009-07-15]. （原始内容存档于2009-07-18）.
37. ↑  Mikael, Mona. . Cadillac: Editions Saint-Remi ESR. 2007: 446. ISBN 978-2-84519-707-7.
38. ↑  , The Guardian, April 1, 2019  [April 1, 2019]
39. ↑  , BBC News, April 1, 2019  [April 1, 2019]
40. ↑  , HuffPost, April 1, 2019  [April 1, 2019]
41. ↑  Holly Meyer. . The Tennessean. 2019  [2019-09-02].